# Gilberto Bosques
Gilberto Bosques Saldívar (Chiautla de Tapia, Puebla; 20 de julio de 1892 - Ciudad de México; 4 de julio de 1995), conocido como Gilberto Bosques, fue un profesor, periodista, político y diplomático mexicano con gran vocación pedagógica. Como cónsul de México en la Francia de Vichy tramitó visas mexicanas para españoles republicanos que huían del franquismo a través de ese país y, posteriormente, para perseguidos políticos del nazismo, incluidos casi cuatrocientos judíos. En México, su labor ha sido equiparada con la del empresario alemán Oskar Schindler, recordado por haber salvado la vida de judíos durante el Holocausto.

## Biografía
Cuando contaba con dieciocho años, formó parte del levantamiento de Aquiles Serdán y sus hermanos en contra de la dictadura de Porfirio Díaz, además, durante la dictadura de Victoriano Huerta en 1913, dirigió y formó parte de un sector estudiantil y magisterial en contra del presidente usurpador.
Estando como ayudante en la Escuela Primaria “José María Lafragua”, solicitó permiso para dejar su labor y se integra en las filas de un grupo denominado “Voluntarios de San Carlos a la defensa del País” después de la invasión de tropas estadounidenses en el Puerto de Veracruz en 1914. Una vez concluida su participación, regresó a la Ciudad de México para titularse como profesor normalista. Al mismo tiempo, se unió a las filas de Venustiano Carranza.

### Vida política
Carranza lo comisionó para la organización de la Nueva Escuela de la Revolución en 1916. Fue responsable de organizar el Primer Congreso Pedagógico Nacional, que se llevaría a cabo en Santa Ana Chiautempan, Tlaxcala. En 1921 fue nombrado secretario general del Gobierno del Estado de Puebla, cargo en el que duraría dos años, siendo gobernador Claudio N. Tirado.

### Diputado federal en dos ocasiones
Fue elegido diputado federal de la XXX Legislatura del Congreso de la Unión para el periodo 1924 a 1928, mostrando oposición al régimen de Álvaro Obregón. Al final de su mandato, se unió a la rebelión de Adolfo de la Huerta.
Volvió a la Cámara de Diputados en la XXXVI Legislatura. Como presidente del Congreso de la Unión en 1934 respondió al primer informe de Gobierno del presidente Lázaro Cárdenas. Asimismo y junto con Luis Enrique Erro, fue determinante en la reforma del artículo 3.º constitucional para incluir la educación socialista. Más tarde, el mismo Erro junto a Juan Andreu Almazán, jugaría un papel importante para su nombramiento como cónsul en Francia, pues fueron ellos quienes propusieron al presidente Cárdenas su incorporación al Servicio Exterior Diplomático.

### Su participación en la Segunda Guerra Mundial
En 1939, cuando la República Española cayó y la guerra se cernía sobre el resto de Europa, el presidente Lázaro Cárdenas lo nombró cónsul general en París y no embajador, pues en palabras de Bosques, esto le daría más libertad para dedicar tiempo a sus estudios, en este caso del sistema educativo galo. No obstante, también actuaba como enviado personal del presidente de México en Europa.
Bosques salió de París cuando la ciudad estaba a punto de ser tomada por los alemanes. Con amplias instrucciones para establecer el consulado donde le conviniera, viajó primero al sur y después a la costa norte. Restableció el consulado general primero en Bayona, pero cuando los alemanes ocuparon la zona se trasladó con su familia y el consulado entero a Marsella, en el Mediterráneo, dentro de la zona del gobierno francés de Vichy, nominalmente independiente de los alemanes.

### Su misión
Su primera ocupación fue defender a los mexicanos residentes en la Francia no ocupada, incluidos quienes tenían origen libanés pero contaban con pasaporte de México, ya sea por haber sido naturalizados o por haber nacido en ese país. Muy pronto, recibió instrucciones de la cancillería mexicana para que, por instrucciones del presidente Lázaro Cárdenas, tramitara visas para los ciudadanos españoles que escapaban del régimen de Francisco Franco. El encargado de instrumentar la política de asilo era el diplomático Isidro Fabela, muy cercano al general Cárdenas. Era tan grande la afluencia de refugiados que buscaban una visa mexicana, que Bosques alquiló dos castillos (el de Reynarde y el de Montgrand), para convertirlos en centros de asilo mientras se arreglaba su salida hacia México. Entre 800 y 850 perseguidos políticos fueron alojados en uno de los castillos, mientras que en el otro quedaron 500 niños y mujeres. Poco a poco fueron saliendo los exiliados, a los cuales el gobierno mexicano les ofreció la nacionalidad mexicana de inmediato en caso de que quisieran adoptarla.

### Defensor jurídico de los republicanos españoles
Bosques también instituyó una oficina jurídica para defender ante los tribunales a los republicanos, cuya extradición era exigida por el franquismo al gobierno de Pétain. Abogados franceses y españoles trabajaron para esta oficina que solía ganar los casos dada la debilidad de los argumentos sostenidos por los letrados al servicio de Francisco Franco. En este punto se le recuerda por el acuerdo franco-mexicano de 1940 que formuló junto al embajador Luis I. Rodríguez en la Francia de Vichy con relación a la protección de los españoles estacionados en el país galo: 
"Mexico declaraba su intención acoger a todos los republicanos españoles refugiados en Francia sin distinción de sexo, edad o caderas políticas. Por o tanto, quedaban bajo la protección diplomática de la legación mexicana hasta que llegara el momento del traslado al continente americano. [A su vez] Francia se comprometía a respetar a los españoles que estaban en su territorio siempre que no hubieran cometido crímenes o delitos de derecho común, por los cuales podrían ser extraditados" 

### Protección a antifascistas
Desde Marsella el diplomático mexicano también tuvo que hacer frente al hostigamiento de las autoridades francesas pro alemanas, al espionaje de la Gestapo, del gobierno de Franco y de la representación diplomática japonesa, que tenía sus oficinas en el mismo edificio de la delegación mexicana.
El cónsul amplió su apoyo a los refugiados antinazis y antifascistas. Tramitó visas mexicanas, en especial a personas vinculadas con partidos comunistas y de izquierda, que estaban en la mira del fascismo. Las autoridades francesas permitieron estas actividades al considerar que se estaban librando de personajes conflictivos.

### Visados a judíos y polémica por la memoria de Bosques
En los archivos de migración de México se cuenta con poco menos de cuatrocientas visas firmadas por el cónsul Gilberto Bosques. En total, hubo casi dos mil judíos europeos que arribaron a México entre 1935 y 1946. Desde 1930, la política de población de México buscaba la preservación de la "raza" mexicana, liberándola de elementos que a juicio de los funcionarios e intelectuales de la época resultaban perjudiciales o dañinos. Esto condujo a que en la Secretaría de Gobernación se elaboraran circulares que se enviaban a los consulados prohibiendo la expedición de visados a personas de raza negra, amarilla, india o gitana, así como a polacos, soviéticos y gente de los Balcanes, como señalaba una de octubre de 1932. Meses después, en abril de 1933, una nueva circular enviada a todos los consulados mexicanos señalaba que
“La inmigración judía [...] más que ninguna otra, por sus características psicológicas y morales, por la clase de actividades a que se dedica y procedimientos que siguen los negocios de índole comercial que invariablemente emprende, resulta indeseable y por consecuencia no podrán inmigrar al país.”
Esta circular era un impedimento para que Bosques expidiera visas a la población judía que deseaba escapar del nazismo. No obstante, varias organizaciones judías en Nueva York, con representantes en México, consiguieron obtener visas para judíos perseguidos en Europa, a través de sobornos a funcionarios de la mencionada Secretaría de Gobernación, cuando esta dependencia estaba a cargo de Miguel Alemán Valdés y de Adolfo Ruiz Cortines, quien era el oficial mayor.
Las autorizaciones de las visas fueron enviadas a Europa, donde fueron tramitadas por los cónsules, incluido Gilberto Bosques.
Quienes son descendientes de las familias judías que arribaron a México con visas firmadas por Bosques han mostrado abiertamente su agradecimiento, toda vez que esas visas salvaron la vida de sus padres y abuelos. Esto ha llevado a que en México se honre la memoria de Gilberto Bosques como un auténtico héroe, un hombre que arriesgó su trabajo y su vida para salvar a miles de judíos. La comunidad judía de México ha promovido que su nombre se incluya entre los Justos entre las naciones, pero no lo ha conseguido, pues no ha quedado probado que actuara en contra de las instrucciones de su gobierno.

La historiadora Daniela Gleizer, de la UNAM ha probado que todas las visas tramitadas por Bosques habían sido antes autorizadas por el gobierno mexicano, que Bosques no autorizó ninguna en lo personal y que, por el contrario, canceló algunas que sí habían sido autorizadas en México. Al parecer, Bosques no pensaba de forma muy distinta a las autoridades mexicanas en lo que correspondía a los judíos, pues aseguraba en una nota diplomática de 1941 que 
“No debe aceptarse el criterio de que todos los israelitas sean perseguidos políticos, ni considero que México deba constituirse en refugio de personas que no sintiéndose bien en Francia pretenden continuar sus actividades lucrativas en nuestro país.”

### Ruptura de relaciones con el gobierno francés de Vichy y detenido por la Gestapo
Finalmente México rompió las relaciones diplomáticas con el Gobierno de Vichy. Gilberto Bosques presentó la nota de ruptura. Poco después el consulado fue ocupado por la Gestapo que confiscó el dinero que la oficina mantenía ilegalmente para su operación. Bosques, su familia (su esposa María Luisa Manjarrez y sus tres hijos: Laura María, María Teresa y Gilberto Froylán; entonces de 17, 16 y 14 años, respectivamente) y el personal del consulado, 43 personas en total, fueron trasladados hasta la comunidad de Amélie-les-Bains. Después, violando las normas diplomáticas, se les llevó a Alemania, al pueblo Bad Godesberg, y se les recluyó en un “hotel prisión”. Allí destacó la actitud de Bosques ante un funcionario alemán:

Le manifesté que todo el personal mexicano se sometería al reglamento que acababa de leernos, porque México estaba en guerra con Alemania y por ello éramos prisioneros de guerra. Que podía estar seguro de que no pediríamos ninguna excepción, ninguna gracia sobre esas disposiciones, pero que tampoco aceptaríamos ningún trato vejatorio, como acostumbraban ellos con los prisioneros.

Bosques llegaría a organizar conferencias e incluso una ceremonia del Grito de Independencia el 15 de septiembre. Después de poco más de un año, los mexicanos de Bad Godesberg serían canjeados por prisioneros alemanes en un acuerdo con el presidente, el general Manuel Ávila Camacho (de 1940 a 1946).

### Su liberación y retorno a México
Bosques regresó a México en marzo de 1944. Miles de refugiados españoles y judíos lo esperaban en la estación de ferrocarril Buenavista de la capital el 29 de marzo de 1944 para recibirlo. Una crónica periodística de la época narraba:

Su júbilo zumbaba en el andén de la estación ferroviaria. Lo cargaron en hombros. Era al México generoso y libre al que ellos exaltaban en Gilberto Bosques.

La lista de las mujeres y los hombres salvados por el maestro Bosques incluye a María Zambrano, Carl Aylwin, Manuel Altolaguirre, Julio Álvarez del Vayo, Luis Nicolau d'Olwer, Carlos Romero Giménez, Wolfgang Paalen, Max Aub, Walter Reuter, Friedrich Katz, Marietta Blau, Egon Erwin Kisch, Ernst Röemer y Walter Gruen, por mencionar solo a unos cuantos. Por su labor a favor de los exiliados españoles, en 1956 recibió por parte del gobierno de la República Española en el exilio la Orden de la República Española.

#### El fin de su carrera diplomática
Tras la guerra, Bosques fue designado embajador de México en Portugal, Finlandia, Suecia y, de 1953 a 1964, en Cuba, etapa de la que se muestran fotografías del embajador mexicano con personajes como Fidel Castro, Raúl Castro y Ernesto "Che" Guevara.

### Fallecimiento
Falleció el 4 de julio de 1995 a las 05:00 de la mañana en la Ciudad de México, de causas naturales. Tenía 102 años de edad.

## Honores y reconocimientos

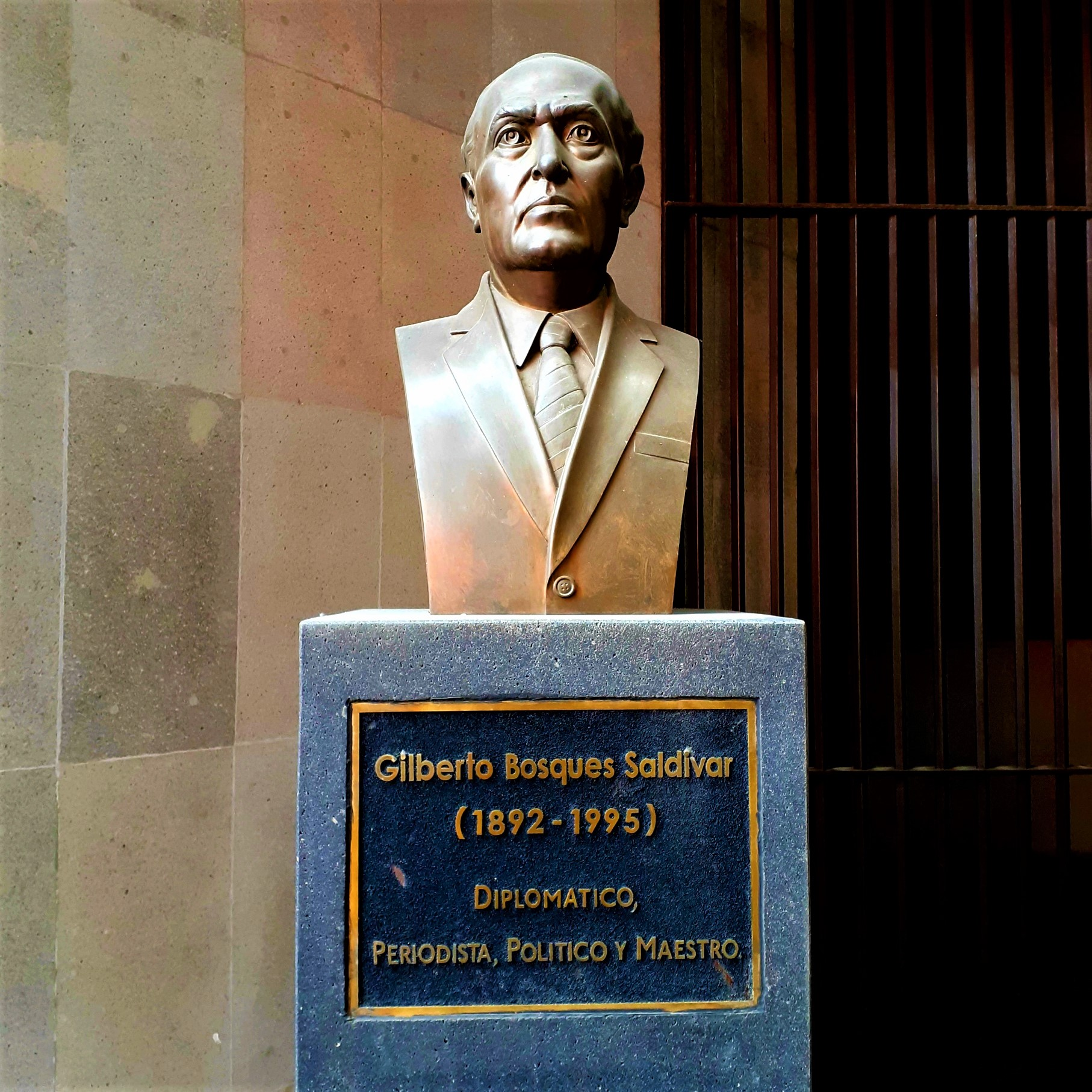
Busto de Gilberto Bosques Saldívar en la Secretaría de Relaciones Exteriores, Ciudad de México.

- Su nombre se encuentra grabado en los muros del recinto del Congreso del estado de Puebla, México desde el año 2000.
- Se colocó un busto en su honor en la explanada del edificio de relaciones exteriores en la Ciudad de México.
- El 4 de junio de 2003 el gobierno austriaco impuso a una de sus calles, en el Distrito 22 de Viena, llamado Donaustadt o Ciudad del Danubio, el nombre de Paseo Gilberto Bosques, avenida que hace esquina con la calle Leonard Bernstein. De esta manera, el gobierno de Austria quiso honrar la memoria de un ilustre diplomático mexicano que durante la Segunda Guerra Mundial ayudó a salvar a muchos austriacos del poder nazi.
- En 2010 la cineasta Lillian Lieberman realiza el documental Visa al paraíso, que fue producido en México.[8][19]
- En 2010 el H. Congreso del Estado de Puebla, aprobó la Medalla al Mérito académico "Gilberto Bosques Saldivar" y reeditó la obra Gilberto Bosques Saldivar: Artículos discursos y conferencias.[20]
- El 14 de diciembre de 2011 el Senado de la República aprueba la creación del Centro de Estudios Internacionales, que lleva el nombre de Gilberto Bosques.[21]
- La labor humanitaria del Emb. Gilberto Bosques ha sido reconocida por distintas organizaciones internacionales, como la Fundación Internacional Raoul Wallenberg y la Anti-Defamation League.[22][23]
- El premio franco-alemán de los Derechos Humanos de las embajadas francesas y alemanas en México, creado en 2013, lleva el nombre de Gilberto Bosques.[24]
- En 2014 una obra de teatro, "As Many as You Can" ("Tantos como puedas"), se publicó en Nueva York.
- El 15 de julio de 2015, durante la visita de Estado que hizo el presidente de México Enrique Peña Nieto a Francia junto con el presidente Francois Hollande, se mostró un sello postal en honor a Gilberto Bosques, con su rostro como agradecimiento a su labor de salvar la vida a muchos de los perseguidos otorgándoles visas a México.
- En 2015, se inauguró la "Place Gilberto Bosques" en Marsella, cerca de la sede de la Región de Provenza-Alpes-Costa Azul.
- En julio de 2018 se publica en México la novela "Aquellas horas que nos robaron, el desafío de Gilberto Bosques" de la autora mexicana Mónica Castellanos.